# Vuk de Bosnia
Vuk (fallecido después de 1378) fue un gobernante bosnio con el título de ban desde 1366 hasta 1367, miembro de la dinastía Kotromanić que gobernó el Banato de Bosnia desde principios del siglo XIV.
Vuk era el hijo menor de Vladislav Kotromanić y Jelena Šubić, que se casaron en 1337. Su hermano, Tvrtko I, se convirtió en ban de Bosnia tras la muerte de su tío paterno, Esteban II, en 1353. Su padre actuó como regente hasta su muerte en 1354, seguidos por su madre hasta que Tvrtko alcanzó la mayoría de edad en 1357. Vuk acompañó a Jelena cuando viajó a Hungría en 1354 para solicitar el consentimiento de su señor, rey Luis I de Hungría, para la accesión de Tvrtko. En julio de 1357, Luis confirmó a Tvrtko y Vuk como gobernantes conjuntos de Bosnia y Usora bajo dos condiciones: uno de los hermanos estaría en la corte de Luis siempre que el otro estuviera en Bosnia, y harían un esfuerzo para suprimir la Iglesia «herética» bosnia.
En febrero de 1366, Tvrtko enfrentó una gran revuelta por parte de sus vasallos descontentos. Tvrtko y Jelena se vieron obligados a huir a la corte del rey Luis, mientras que Vuk lo reemplazó en el trono de ban. Si bien se tomó en serio su papel como ban, no está claro si Vuk instigó el destronamiento de su hermano o si solo era un títere instalado por la nobleza. Sin embargo, al cabo de un mes, Tvrtko regresó ayudado por el ejército húngaro. A fines de marzo, Vuk había perdido parte de Bosnia ante su hermano, pero retuvo el control sobre Bobovac, la capital. El noble Sanko Miltenović desertó de Vuk a Tvrtko en la segunda mitad de 1367, trayendo gran parte de Zahumlia bajo el control de Tvrtko. Vuk finalmente fue depuesto y exiliado a fines de 1367.
Una vez exiliado, Vuk intentó obtener ayuda externa contra Tvrtko; en particular, suplicó al papa Urbano V, ya que el papado había estado abogando por una cruzada contra la Iglesia bosnia durante algún tiempo. La protección de Tvrtko por parte del rey de Hungría redujo las posibilidades de Vuk de recuperar el trono de Bosnia. Hacia 1374, los hermanos se habían reconciliado, posiblemente con motivo del matrimonio de Tvrtko con Dorotea de Bulgaria. Vuk permaneció en Bosnia, funcionando como un ban menor y respaldando los estatutos de su hermano. Se cree que murió después de 1378.